# Spanischer Saal (Prager Burg)

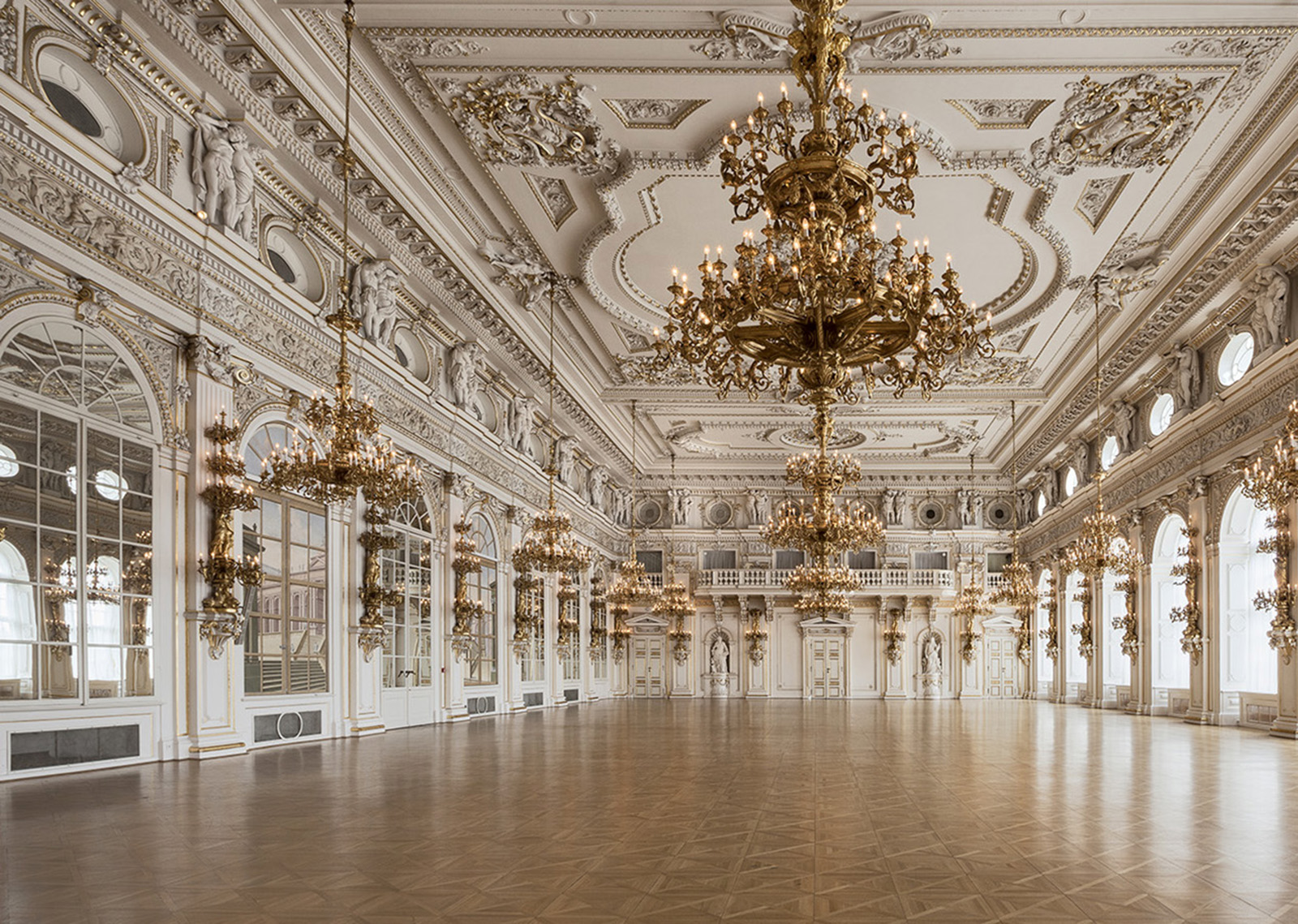
Der Spanische Saal, Foto Ivan Pinkava 2019

Der Spanische Saal (tschechisch Španělský sál) ist der größte und prunkvollste Festsaal auf der Prager Burg und befindet sich im Nordflügel des Neuen Königspalastes im II. Burghof. Er gehört zu den staatlichen Repräsentationsräumen und wird für offizielle Empfänge des Präsidenten der Tschechischen Republik, für wichtige politische und gesellschaftliche Veranstaltungen, Staatsbankette oder Galakonzerte genutzt. Die Repräsentationsräume im Neuen Königspalast, zu denen neben dem Spanischen Saal auch die Rudolfsgalerie, die Säulenhalle und der Rothmayer-Saal gehören, sind der Öffentlichkeit nur zu besonderen Anlässen zugänglich. Traditionell sind dies die Nationalfeiertage am 8. Mai und 28. Oktober.

## Geschichte und Beschreibung

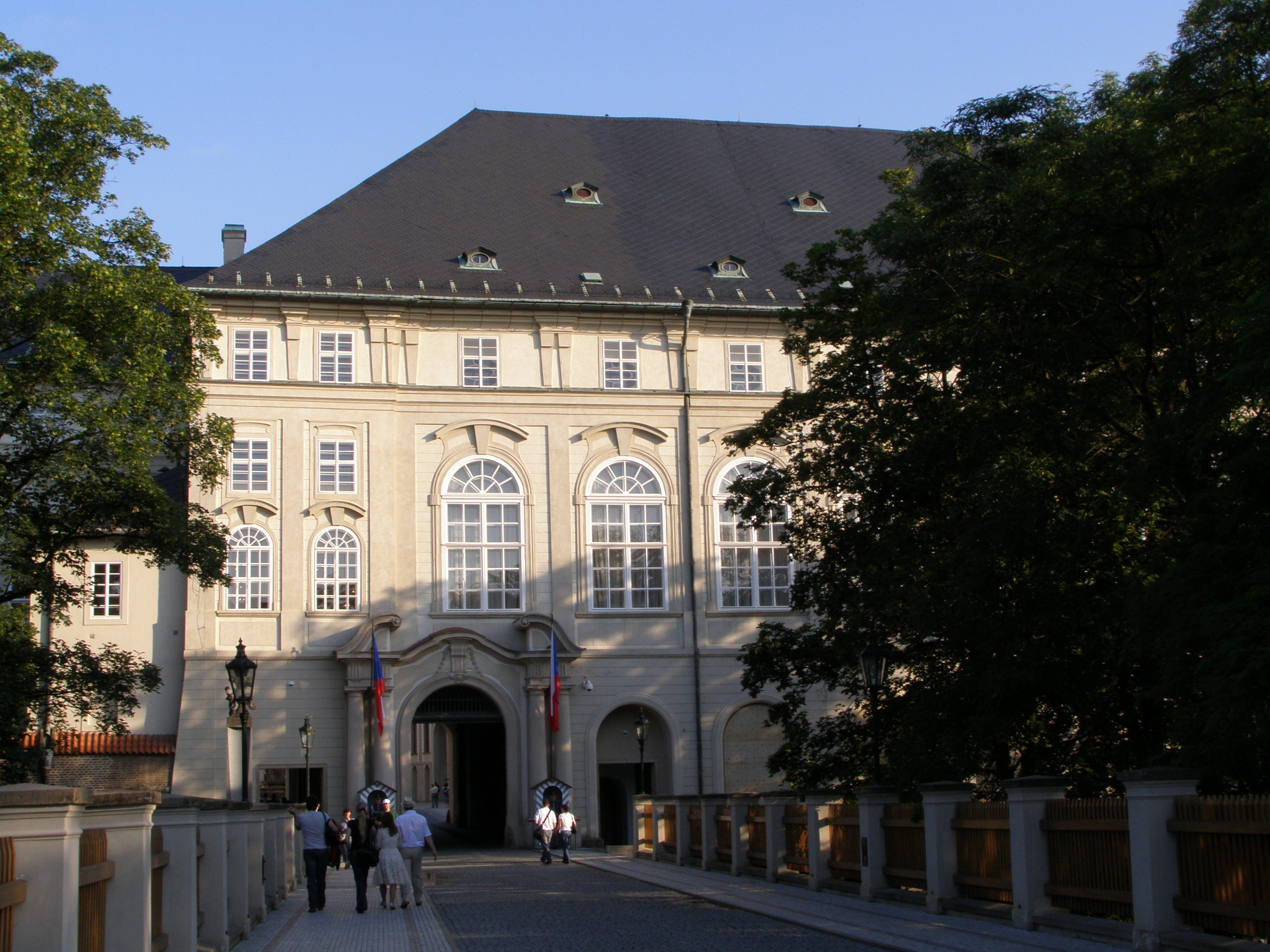
Fenster des Spanischen Saals, Blick von Prašný most (Pulverbrücke)

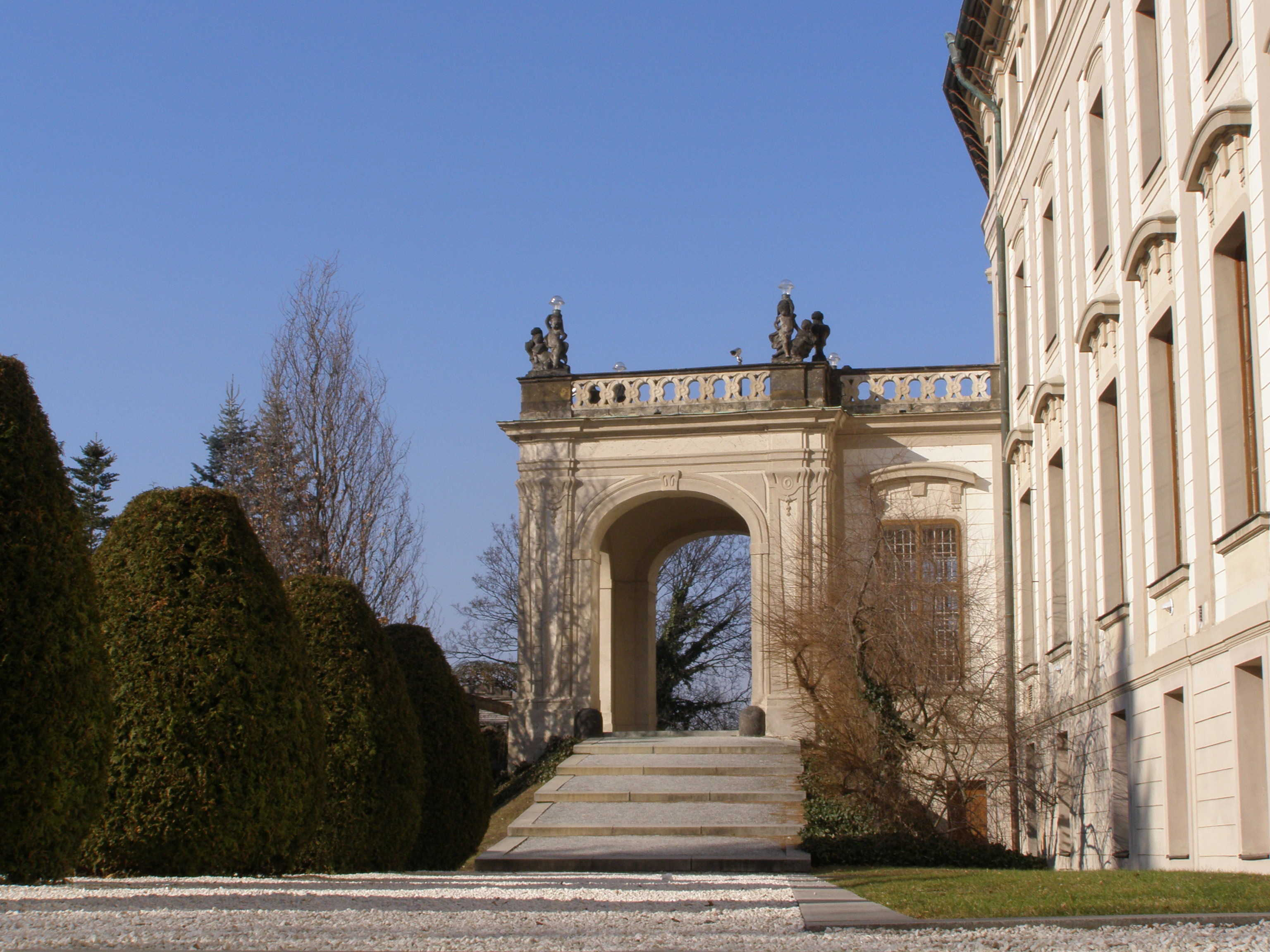
Eingang zum Spanischen Saal im Basteigarten

Der Spanische Saal wurde an der Wende vom 16. zum 17. Jahrhundert errichtet, um die reichen Kunstsammlungen Kaiser Rudolfs II. und insbesondere seine Skulpturensammlung unterzubringen. Zu diesem Zweck wurde nach Plänen der italienischen Architekten Giovanni Gargioli und Giovanni Maria Philippi der Nordflügel der Burg zwischen dem heutigen II. Burghof und dem Hirschgraben umgebaut und über den kaiserlichen Marställen der sogenannte Neue Saal errichtet. Ab dem 18. Jahrhundert wurde er Spanischer Saal genannt, weil er sich direkt über den Stallungen der edlen spanischen Pferde befand, einer Rasse, die Rudolf II. besonders liebte. Der Saal war mit Statuen von Adriaen de Vries geschmückt. Während der preußischen Belagerung Prags im Jahr 1757 wurde der Saal schwer beschädigt und später unter der Leitung von Nikolaus von Pacassi restauriert.
In der ersten Hälfte des 18. Jahrhunderts wurde der Spanische Saal erhöht und mit einer oberen Fensterreihe versehen. Ein weiterer großer Umbau erfolgte unter der Leitung des Wiener Architekten Ferdinand Kirschner in den Jahren 1865–1868 für die geplante, aber nicht durchgeführte Krönung Kaiser Franz Josephs I. zum böhmischen König. Dabei wurde ein neues Eichenparkett verlegt, die Decken in hellen Farben gestrichen und neue große Spiegel an den Wänden angebracht.
Der Spanische Saal ist 47 m lang, 24 m breit und 13 m hoch. Die beiden Längswände mit neun Fenstern an der Nordseite und ebenso vielen gleich großen Nischen an der Südwand stammen noch aus der Zeit Rudolfs II. Der Schlussstein über dem mittleren Fenster trägt das kaiserliche Monogramm R mit dem Orden vom Goldenen Vlies. Die beiden kürzeren Wände mit Galerien stammen aus den 1860er Jahren. Sie sind mit allegorischen Skulpturen von August La Vigne geschmückt, die Wissenschaft, Industrie, Handel und Kunst darstellen. Die reiche Stuckdekoration aus der rudolfinischen Zeit ist weitgehend erhalten. Die vergoldeten Kronleuchter und Wandleuchter stammen aus dem späten 19. Jahrhundert und fassen über 2.000 Glühbirnen. Das System zum Dimmen der Beleuchtung war ein Geschenk der Rockband The Rolling Stones an den damaligen Präsidenten Václav Havel anlässlich eines Konzerts in Prag im Jahr 1995.